# Dilophus gracilis
Dilophus gracilis är en tvåvingeart som beskrevs av Hardy 1968. Dilophus gracilis ingår i släktet Dilophus och familjen hårmyggor. Inga underarter finns listade i Catalogue of Life.